# 施塔茨拉赫河 (布賴塔赫河支流)
47°24′15.02″N 10°13′53.48″E / 47.4041722°N 10.2315222°E

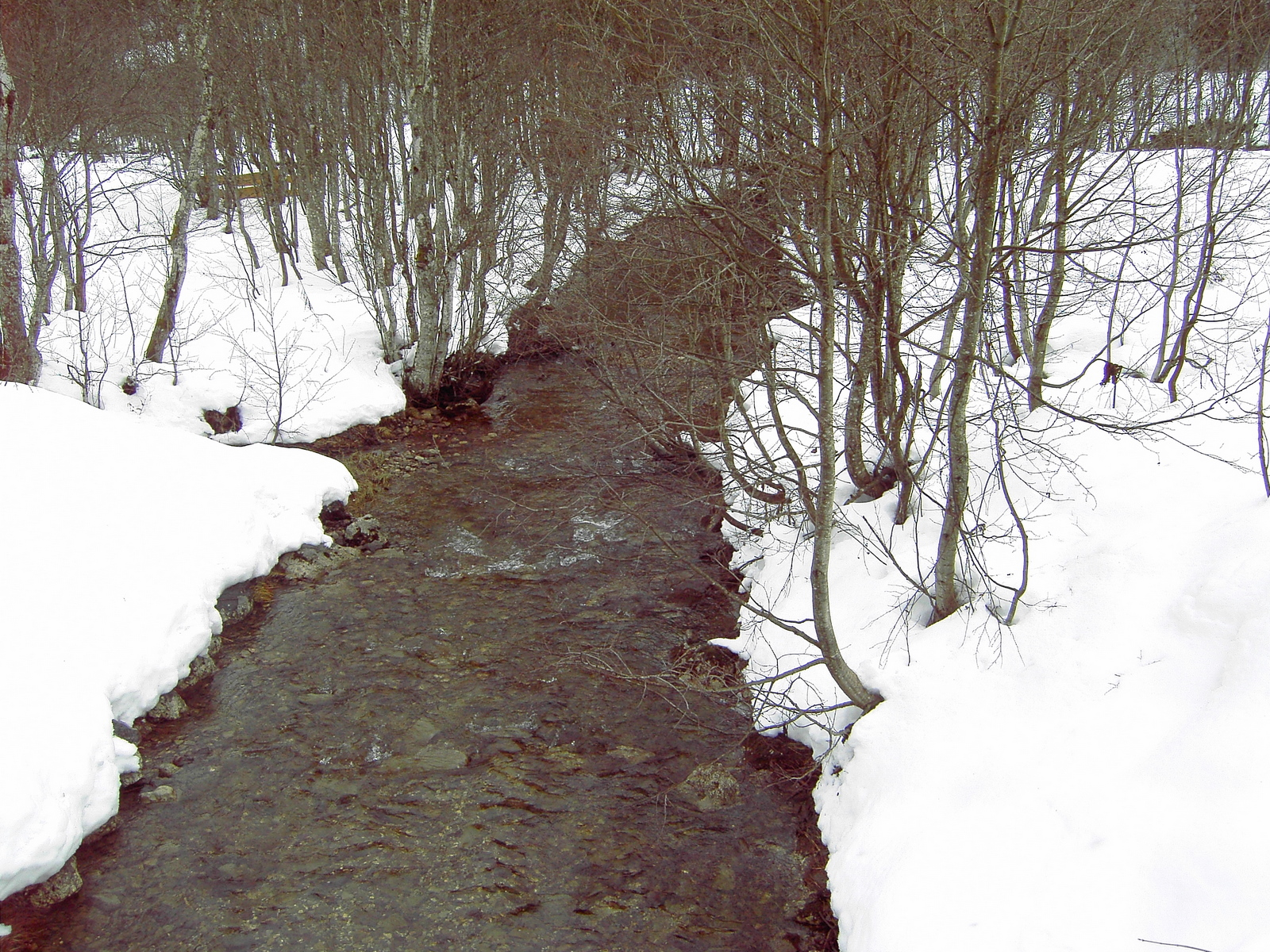
施塔茨拉赫河（布賴塔赫河支流）

施塔茨拉赫河（德語：Starzlach），是德國的河流，位於該國東南部，由巴伐利亞負責管轄，屬於布賴塔赫河的左支流，河道全長8.2公里，發源處海拔高度1,728米，河口處海拔高度820米。